# Maculinea limitanea
Maculinea limitanea är en fjärilsart som beskrevs av Zsolt Bálint. Maculinea limitanea ingår i släktet Maculinea och familjen juvelvingar. Inga underarter finns listade i Catalogue of Life.